# Robert McClelland
Robert McClelland (ur. 26 stycznia 1958 w Sydney) – australijski polityk i prawnik, członek Australijskiej Partii Pracy, urzędujący prokurator generalny Australii.

## Życiorys
Jest synem Douga McClellanda, wieloletniego senatora i byłego przewodniczącego Senatu Australii. Uzyskał licencjaty z prawa i sztuk na Uniwersytecie Nowej Południowej Walii, a następnie został magistrem prawa na Uniwersytecie w Sydney. W latach 1981–1982 był asystentem sędziego sądu federalnego, a następnie podjął praktykę prawniczą.
W 1996 został wybrany do Izby Reprezentantów. W latach 1998–2007 zasiadał w kolejnych labourzystowskich gabinetach cieni, pełniąc różne stanowiska. 3 grudnia 2007 został zaprzysiężony na urząd prokuratora generalnego Australii. Po kolejnych wyborach w 2010 roku otrzymał dodatkowo, głównie honorowe, stanowisko wiceprzewodniczącego Federalnej Rady Wykonawczej.